# Ernst Günther Schmidt
Ernst Günther Schmidt (* 16. Januar 1929 in Leipzig; † 28. Februar 1999 ebenda) war ein deutscher Klassischer Philologe und Ordinarius für Gräzistik an der Friedrich-Schiller-Universität Jena. Als Wissenschaftler der DDR genoss er in Ost und West gleichermaßen hohes Ansehen.

## Leben

### Studium
Schmidt studierte von 1947 bis 1952 Altertumswissenschaften und Germanistik in Leipzig. Dabei nahm er unter anderem an altertumswissenschaftlichen, germanistischen und philosophischen Kollegs von Franz Dornseiff, Maximilian Lambertz, Wilhelm Schubart, Hans Mayer und Ernst Bloch teil.
1958 wurde er mit einer Studie zur Polemik zwischen Stoa und Peripatos im 118. Brief Senecas zum Dr. phil. promoviert.

### Berlin und Tiflis
Bereits im Jahr zuvor begann er eine Tätigkeit am Institut für griechisch-römische Altertumskunde in Berlin, wo er innerhalb einer Arbeitsgemeinschaft zur hellenistischen und römischen Philosophie bis 1961 an der Vorarbeiten zu einer geplanten Epikur-Ausgabe beteiligt war.
1961 veröffentlichte Schmidt eine vielbeachtete Schrift über „Die altarmenische Zenon-Schrift“. Für seine Arbeit zur Datierung und Quellenanalyse dieses neu entdeckten Textes eines Namensvetters des griechischen Philosophen Zenon betrieb Schmidt umfangreiche Archivstudien in Tiflis und Jerewan und wertete die reiche russischsprachige Sekundärliteratur aus. Besonders diese Akribie brachte Schmidt über die Grenzen der DDR hinaus fachliches Ansehen ein.

### Jena
Durch die Zenon-Studie wurde ebenfalls der Gräzist Friedrich Zucker, zu dieser Zeit einer der Direktoren des Akademie-Instituts, auf Schmidt aufmerksam und bot ihm eine Habilitation an. 1963 schloss Schmidt diese mit einer Untersuchung zum Begriff des Guten in der hellenistischen Philosophie ab.
Ab 1964 arbeitete Schmidt als Dozent in Jena, 1974 erhielt er dort eine außerordentliche Professur. Dennoch sollte es bis 1987 dauern, ehe er zum Ordinarius für griechische Literatur an der Universität Jena berufen wurde. Der Grund für diese vergleichsweise späte Berufung – Schmidt war 58 Jahre alt – mag zum einen in dem geringen Stellenwert, den die Klassische Philologie bei der politischen Führung der DDR genoss, zu suchen sein, zum anderen aber auch in direktem Zusammenhang mit der Person Schmidts stehen. Als Mitglied der CDU hatte er sich zeitlebens der SED verweigert und war u. a. gegenüber seinen Kollegen durch Rezitationen der „Drahtharfe“ Wolf Biermanns aufgefallen. Gastprofessuren, die ihm im westlichen Ausland angeboten worden waren, musste er indes aufgrund der politischen Möglichkeiten ablehnen. Bis zu seiner Emeritierung 1994 blieb er als Lehrstuhlinhaber in Jena, wo er nicht zuletzt eine sehr intensive wissenschaftliche Zusammenarbeit mit anderen Universitäten, vor allem der von Tiflis, förderte. In seinen letzten Lehrjahren nahm er verschiedene Gastprofessuren wahr, unter anderem in Würzburg, Tiflis, Innsbruck und Leipzig.
Trotz seiner fachlichen Reputation gelang es ihm hingegen nur selten, Schüler als Doktoranden oder gar Habilitanden anzunehmen. Sein erster Doktorand war 1967 – der später bekannt gewordene Leipziger Schriftsteller – Volker Ebersbach mit seiner Dissertation über den römischen Satiriker Titus Petronius („Petrons Stellung zu den sozialen Kräften der frühen Kaiserzeit“). Schmidt wollte 1975 auch gemeinsam mit dem Institutsleiter Friedmar Kühnert, dass Ebersbach eine freigewordene Stelle als Oberassistent in Jena bekomme, bei ihm habilitiere und sein Nachfolger würde. Das scheiterte aber, weil Ebersbach nicht Mitglied der SED war und es auch nicht werden wollte. Dieses Dilemma trieb Ebersbach in den Versuch, als freier Schriftsteller durchzukommen, was schließlich von Erfolg gekrönt war.
Kurz nach seinem 70. Geburtstag starb Ernst Günther Schmidt in seiner Heimatstadt Leipzig an einem Herzinfarkt.

## Forschungsschwerpunkte
Als Forscher zeigte Schmidt eine große Bandbreite. In über 200 Publikationen, die in 12 Ländern veröffentlicht wurden, widmete er sich den verschiedensten Themen innerhalb seiner Disziplinen. Thematische Schwerpunkte bildeten die frühgriechische Dichtung, die klassische griechische Literatur, die römische Literatur und die Nachwirkung der Antike in Mittelalter, deutscher Klassik und im Werk von Karl Marx. Neben Monografien und vielfältigen Aufsätzen verfasste er zahlreiche Artikel für wissenschaftliche Nachschlagewerke wie den Kleinen Pauly und das Historische Wörterbuch der Philosophie.
Ein großes Forschungsinteresse galt der griechischen Epik, speziell dem Lehrgedicht sowie der Lyrik und Tragödie. Für letztere untersuchte er besonders die Werke Sapphos und Pindars bzw. die des Aischylos und des Sophokles. In den Studien zur Tragödie untersuchte er sowohl die orientalischen Einflüsse auf das Epos als auch die Typologie des Heros.
Einen weiteren wissenschaftlicher Schwerpunkt Schmidts bildete die Philosophie. Er widmete einzelne Schriften sowohl dem Atomismus und seinen Vertretern Demokrit und Lukrez unter besonderer Berücksichtigung der Kosmologie in der Dreiheit „Himmel-Erde-Meer“ als auch Straton, Epikur und der Stoa, der altarmenischen Philosophie sowie Cicero und Seneca als Vertretern der römischen Philosophen. Obwohl in seiner Lehre der Fokus auf die griechische Literatur gerichtet war, trat in seinen Forschungen auch die römische Welt stärker in den Vordergrund, so auch in Abhandlungen zur römischen Dichtung Vergils, Horazens und des Ausonius. Dabei reichte sein Interesse zeitlich weit über die Antike hinaus, wie zum Beispiel die Untersuchungen zu Giordano Bruno belegen.
Darüber hinaus untersuchte Schmidt auch historiographische Fragestellungen bei Herodot und Plutarch und forschte zur Gattungsgeschichte von Diatribe und Satire.
Außerdem wandte er sich verstärkt der Antikenrezeption in der deutschen Klassik (Johann Joachim Winckelmann, Johann Wolfgang von Goethe und Friedrich Schiller) und der Wissenschaftsgeschichte zu. Dabei fanden vor allem die Werke von Franz Dornseiff und Gottfried Hermann Berücksichtigung und ebenso die Jenaer Gräzistik um 1800.
Daneben beschäftigte sich Schmidt zunehmend mit komparatistischen Fragestellungen. Zeitlebens bemühte er sich  intensiv darum, Antikes und Antikenrezipierendes einem breiteren Publikum zugänglich zu machen. Dieser Ansatz führte nicht nur zu zahlreichen Übersetzungen und Bearbeitungen der Werke griechischer und lateinischer Autoren, sondern auch zu interdisziplinären Projekten. So widmete er eine Untersuchung einer Antigone-Aufführung mit musikalischer Unterlegung von Werken Felix Mendelssohn Bartholdys. Zeitweilig arbeitete er auch als Lehrbeauftragter an der Hochschule für Musik und Theater Leipzig und an der Medizinischen Akademie Erfurt.
Ein weiteres Augenmerk Schmidts galt den Antiken-Studien von Karl Marx. Er besorgte 1964 in Jena die erste Edition von Marx’ ungedruckt gebliebener Dissertationsschrift Differenz der demokritischen und epikureischen Naturphilosophie. Die zweite, 1983 erschienen Auflage versah er zudem mit einem ausführlichen altertumswissenschaftlichen Kommentar.
Darüber hinaus arbeitete Schmidt in verschiedener Funktion für den Philologus, die einzige klassisch-philologische Zeitschrift der DDR. Neben zahlreichen Aufsätzen nahm er zwischen 1964 und 1970 und ab 1993 eine Funktion als Mitherausgeber wahr und betreute die Zeitschrift zwischen 1971 und 1992 sogar als Hauptherausgeber, wobei er es verstand, deren Ruf als wissenschaftliches Organ frei von politisch-weltanschaulicher Färbung auch im westlichen Ausland zu erhalten.

## Veröffentlichungen (Auswahl)
- Griechenland und Rom. Thüringen 1996,
- Erworbenes Erbe. Studien zur antiken Literatur und ihrer Nachwirkung.Reclam, Leipzig 1988, ISBN 3-379-00349-2,
- Шмидт Э. Г. Традиция и новаторство в «Пролегоменах» Давида Непобедимого // Философия Давида Непобедимого М., «Наука», 1984. С. 63–73.
- Die altarmenische „Zenon“ Schrift (= Abhandlungen der Deutschen Akademie der Wissenschaften zu Berlin, Klasse für Sprachen, Literatur und Kunst. Jahrgang 1960, Nr. 2). Akademie-Verlag, Berlin 1961.
- Der 118. Brief Senecas. Eine Studie zur Polemik zwischen Stoa und Peripatos. 1958.

## Nachruf
- Jürgen Werner: Ernst Günther Schmidt †, Gnomon 72 (2000), S. 472–476.